# Барауда (Торино)
Барауда је насеље у Италији у округу Торино, региону Пијемонт.
Према процени из 2011. у насељу је живело 373 становника. Насеље се налази на надморској висини од 225 м.